# Monte Ararat
El monte Ararat (en armenio: Արարատ; en turco: Ağrı Dağı) es el pico más alto de Turquía, con 5137 m s. n. m., localizado en la parte oriental del país, muy cerca de la frontera con Irán y Armenia. Se trata de un volcán inactivo cuya cima se encuentra cubierta de nieves perpetuas. 
El consenso académico verifica que las "montañas de Ararat" del Libro del Génesis se refieren específicamente a este monte, el monte Ararat ha sido ampliamente aceptado en el judaísmo, en el cristianismo y en el islam como el lugar de descanso del Arca de Noé.

## Toponimia
El nombre Ararat está relacionado con el nombre de Urartu (Ուրարտու en armenio), uno de los primeros reinos armenios (860 a. C.- 590 a. C.). En armenio cada uno de los dos picos que componen el Ararat tiene un nombre individual, se denomina monte Masis (Մասիս), al pico mayor, y Sis (Սիս), al menor. En turco, reciben el nombre de Büyük Ağrı (Ağrı el grande) y Küçük Ağrı (Ağrı el pequeño), respectivamente.  Es el principal símbolo de identificación de Armenia. Según el etimólogo turco-armenio Sevan Nişanyan, su nombre turco, Ağrı Dağı, viene de una antigua aldea, Ağori, a 2300 m sobre el monte que desapareció en un alud en el año 1840. Otras teorías comunes hablan de Ağır Dağ (montaña pesada) y Eğri Dağ (montaña chueca o montaña curva).

## Situación geográfica

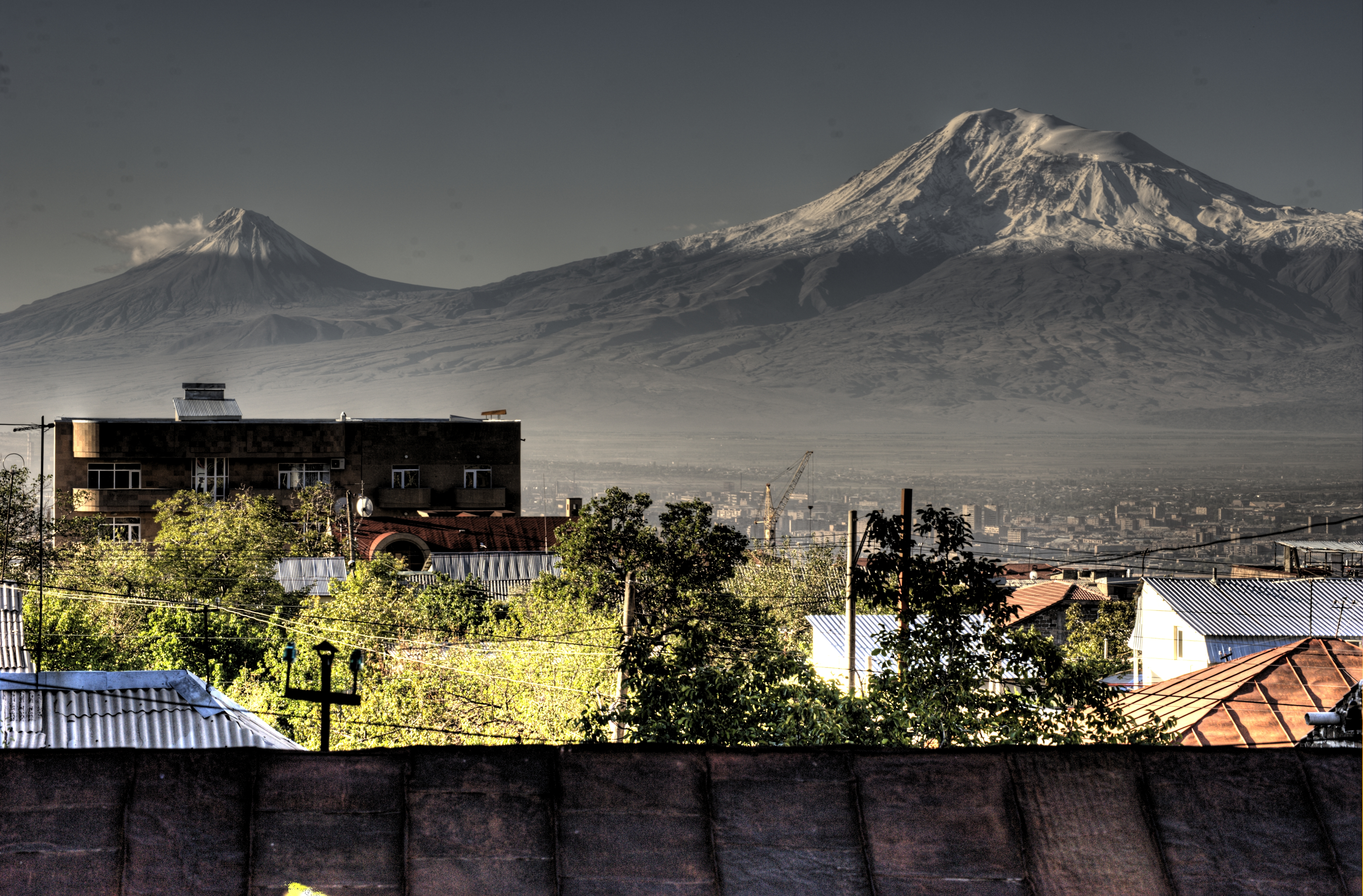
El Ararat visto desde Ereván, la capital de Armenia

Está localizado en el extremo este de Turquía, a 16 km al oeste de la frontera de Irán y a 32 km al sur de la frontera con Armenia. Esta montaña se considera una de las más singulares de la Tierra por su amplia base y la predominancia de su silueta en el paisaje. 
Un cono más pequeño (3896 m s. n. m.), el monte Sis, se eleva al sudeste del pico principal. Una meseta de lava se extiende entre los dos pináculos.

## Actividad volcánica
Técnicamente, el Ararat es un estratovolcán, formado a partir de flujos de lava y eyecciones de materiales piroclásticos.
La última actividad volcánica registrada en la montaña fue un terremoto importante en julio de 1840 centrado alrededor del desfiladero de Ahora, una larga sima de dirección noreste que cae unos 1825 m desde la cumbre de la montaña.

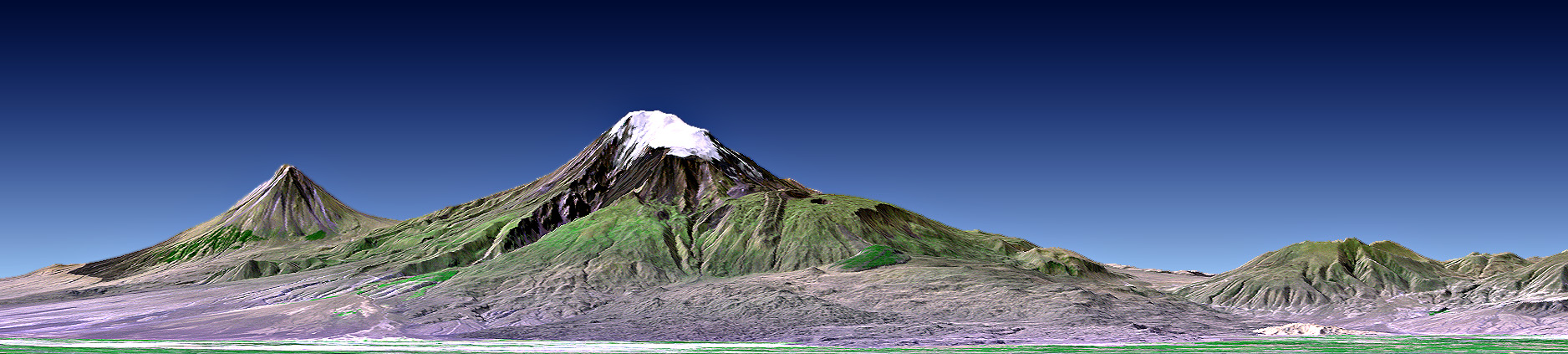
El Gran Ararat (en el centro) y el monte Sis (a su izquierda) (Landsat, NASA)

## Acontecimientos en el lugar

### Arca de Noé

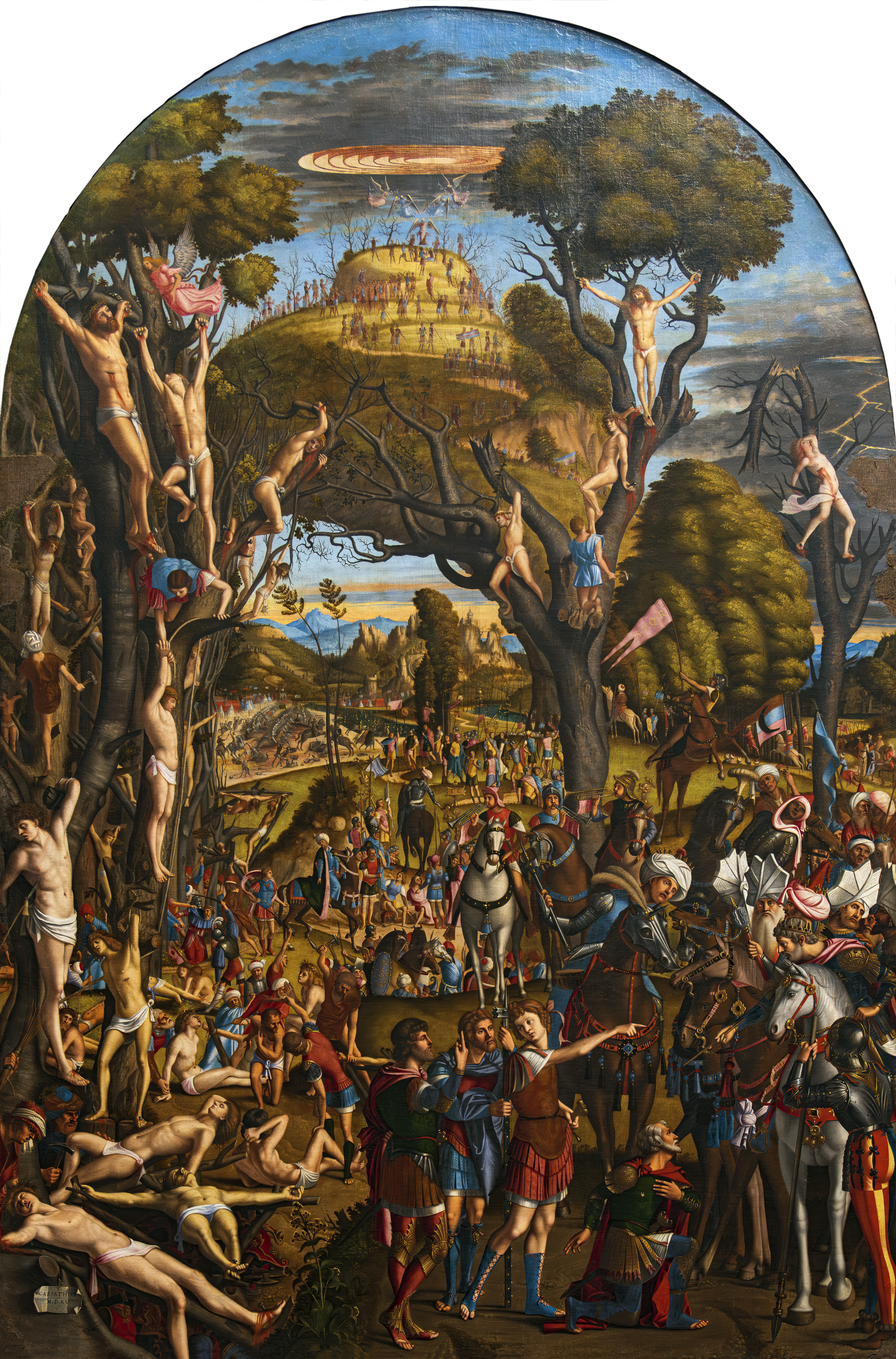
«Los Diez Mil Mártires del Monte Ararat» de Carpaccio.

Del Libro del Génesis, la tradición cristiana interpreta que esta montaña es el lugar donde se posó el Arca de Noé tras el Diluvio Universal descrito en este libro sagrado.
En 1829, Frederich Parrot, un profesor alemán de filosofía natural, visitó el monasterio de San Jacobo en el pueblo de Ahora, situado en el mismo monte Ararat, escribiendo en su libro que los monjes habían obtenido la madera necesaria para la construcción del monasterio de los restos del Arca de Noé. Once años después, en 1840, el monasterio y todos sus monjes desaparecieron tras la última erupción del Ararat. 
En los últimos cincuenta años aparecieron unas fotografías polémicas en las que, según algunos investigadores, se apreciaban en las estribaciones de esta montaña unos restos de madera que ellos creen que podrían haber pertenecido al Arca. Sin embargo, las pruebas presentadas no se consideraron científicamente concluyentes. En 1950, el alpinista francés Fernand Navarra encontró unos restos de madera que posteriormente analizó con el método de datación por carbono-14, hallando que dichos restos tenían una antigüedad de más de 7000 años. Sin embargo, aparte de los trozos de madera, no había otra prueba científica que demostrara que se haya usado en la construcción de un Arca. Así también, en la parte más elevada del Monte Ararat, hacia la zona Este de Turquía, se postula que existen imágenes que atribuyen a una gran “anomalía” y que bien podría ser el Arca de Noé, según investigaciones que Porcher Taylor ha venido realizando con imágenes satelitales desde 1995. El tamaño de la formación según estas imágenes, 309 m, equivaldría a los 300 por 50 codos que medía el Arca de Noé, como lo explica el libro del Génesis. Sin embargo, esto tampoco ha sido corroborado arqueológicamente, ni las imágenes han sido concluyentes. 
Así, realmente hasta el momento no existe prueba fehaciente alguna que demuestre la existencia real del Arca, y que sea aceptada por la Arqueología.

### Los Diez Mil Mártires del Monte Ararat
En esta montaña también tiene su origen la leyenda de «Los Diez Mil Mártires del Monte Ararat». Cuenta esta que se trataba de soldados romanos, liderados por Acacio, que se convirtieron al cristianismo. Por ello, al permanecer firmes en su fe y negándose así a darle culto a los ídolos paganos que adoraba el emperador Adriano, este ordenó que fueran crucificados en esa montaña.
Los mártires son conmemorados por la Iglesia católica, pero no por la Iglesia ortodoxa o la Iglesia apostólica armenia, por lo que algunos en su criterio piensan que la historia no tiene una base histórica firme.
El acontecimiento es el tema de la pintura, «Los Diez Mil Mártires del Monte Ararat» de Vittore Carpaccio. En el Museo de Pontevedra se conserva una pintura en tabla, retablo del siglo XIV, donde se representa esta leyenda.

## Ascensiones
La primera persona que lo ascendió fue el alemán Friedrich von Parrot el 27 de septiembre de 1829 y la primera persona en realizar una subida de invierno hasta la cima fue Bozkurt Ergör, el entonces presidente de la Federación turca de alpinismo, el 21 de febrero de 1970.

## Simbolismo

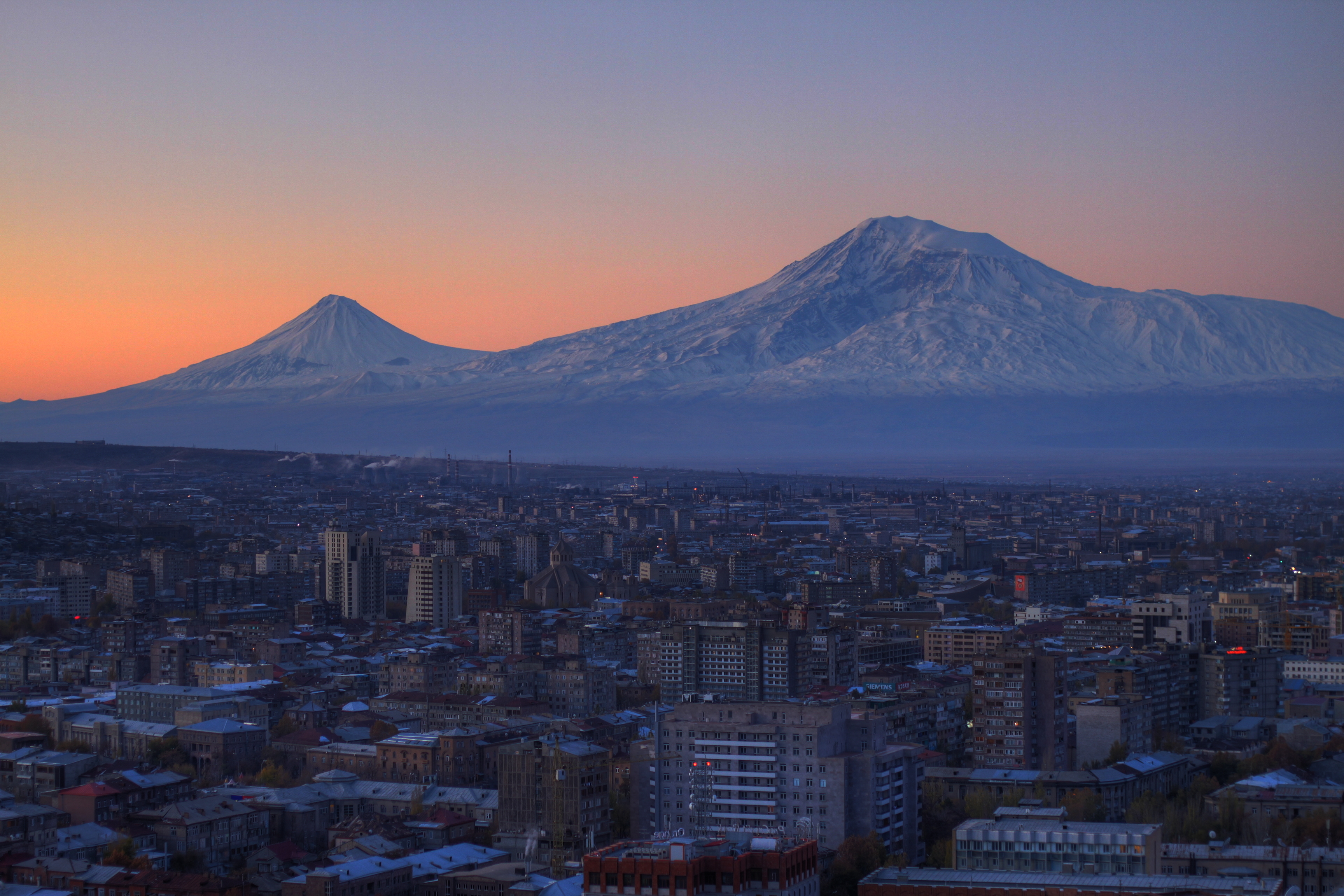
Ereván, capital de Armenia, con el monte Ararat al fondo.

El Ararat pertenece territorialmente a Turquía, sin embargo, es parte de la Armenia Histórica y es el símbolo nacional de Armenia. El monte aparece en el centro del Escudo de armas de Armenia. La montaña es claramente visible desde la mayor parte de la República de Armenia, incluida su capital Ereván, y es representada a menudo por artistas armenios en pinturas, grabados de obsidiana y demás objetos. Tras el genocidio armenio, Armenia perdió el territorio donde se alza el Ararat, que quedó dentro del territorio turco.

## En las artes

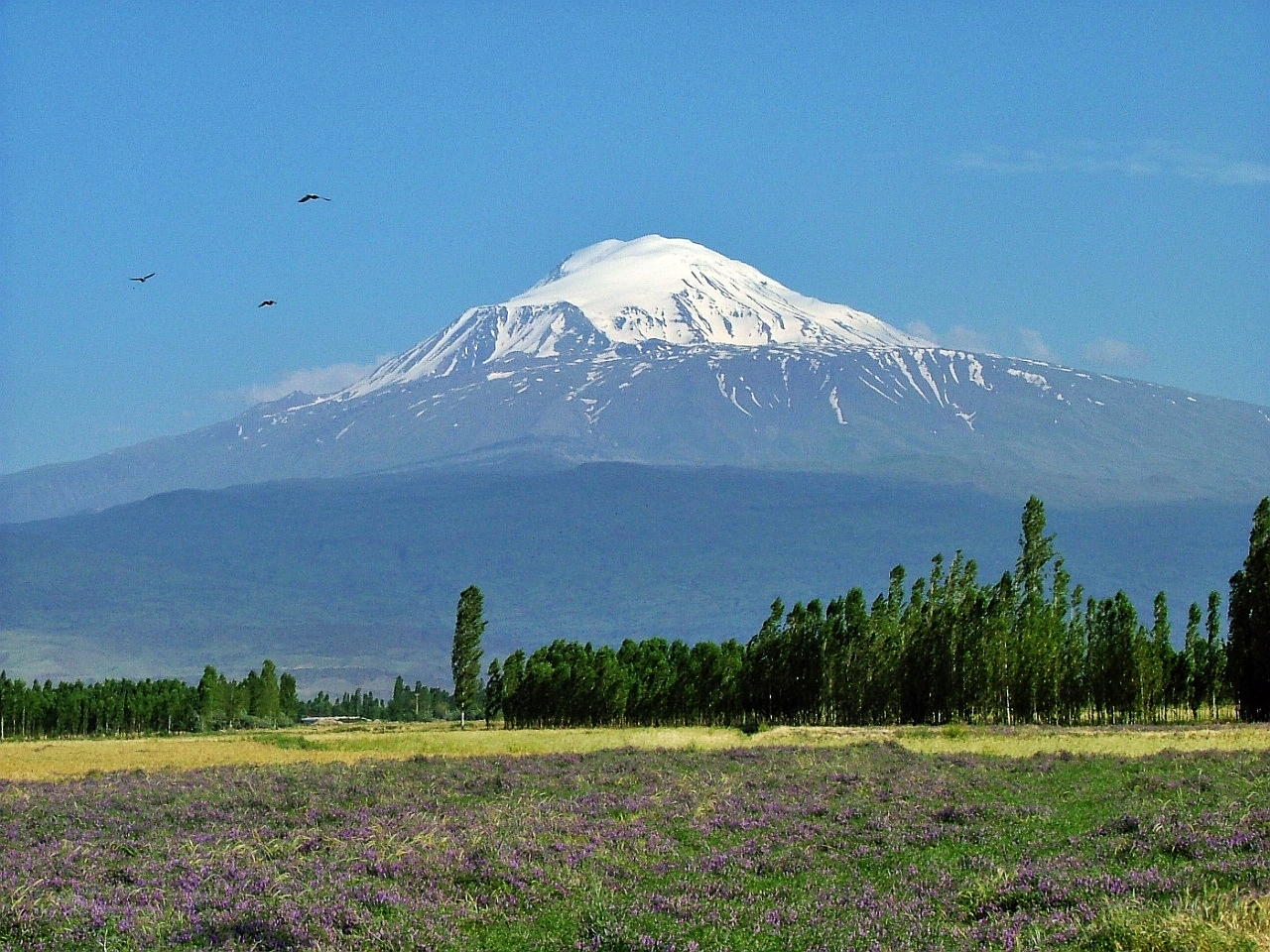
"Ağrı Dağı", visto desde Iğdır, Turquía.

El monte Ararat aparece como escenario y uno de los principales protagonistas de la novela épica del afamado escritor turco Yaşar Kemal, "La Leyenda del Monte Ağrı". La novela ha inspirado una película y una obra de opera, ambas con el mismo nombre.